# Mesosemia bettina
Mesosemia bettina är en fjärilsart som beskrevs av Hans Ferdinand Emil Julius Stichel 1909. Mesosemia bettina ingår i släktet Mesosemia och familjen Riodinidae. Inga underarter finns listade i Catalogue of Life.